# 배송 로봇
배달로봇(delivery robots)은 음식, 식료품 또는 모든 소포를 배달하는 차세대 로봇이다.

## 상세

### 현대자동차그룹
2022년 12월 13일, 전동화 및 자율주행 기술을 바탕으로 배달 서비스 로봇을 개발했다. 플러그 앤 드라이브 모듈에 자율주행 기술을 접목하여 최적화된 경로를 찾아 물건을 배송하는 것이 특징이다. 또한, 배달 시 장애물이 있을 경우 자연스럽게 회피가 가능하여, 기존 서비스 로봇 대비 빠르고 안전하게 배송한다.
배달로봇은 플러그 앤 드라이브 모듈 위에 저장 공간 유닛이 결합되어 있어, 물건을 보관/적재할 수 있다. 상단부는 화면을 장착하여 고객에게 필요한 정보를 제공하거나, 선반을 장착하여 물건을 전달한다.
2022년, 광교 앨리웨이와 경기도 화성시 롤링힐스 호텔에서 자율주행 배송 서비스 실증사업을 시작했다.
- 배달 프로세스 : 고객 주문 → 주문 접수 → 로봇 배차 → 배송물 적재 → 로봇 배달 시작 → 물품 수령

| 구분      | 상세    |
| --------- | ------- |
| 길이      | 755mm   |
| 너비      | 755mm   |
| 높이      | 1,385mm |
| 속도      | 5.4km   |
| 적재 중량 | 10kg    |

## 같이 보기
- 현대자동차그룹
- DAL-e
- 자율주행